# Srednjeveška umetnost
Srednjeveška umetnost Zahodnega sveta pokriva širok razpon časa in prostora, več kot 1000 let umetnosti v Evropi, včasih pa tudi Bližnjega vzhoda in severne Afrike. Vključuje pomembna umetniška gibanja in obdobja, nacionalno in regionalno umetnost, žanre, oživitve, umetniške obrti in same umetnike.
Umetnostni zgodovinarji poskušajo srednjeveško umetnost razvrstiti v večja obdobja in sloge, pogosto z nekaj težavami. Splošno sprejeta shema vključuje poznejše faze kot: zgodnjekrščansko umetnost, umetnost obdobja preseljevanja ljudstev,  bizantinsko umetnost, otoško umetnost, predromansko,  romansko umetnost in gotsko umetnost ter številna druga obdobja znotraj teh osrednjih slogov. Poleg tega je imela vsaka regija, večinoma v obdobju, ko je postala narod ali kultura, svoj lasten umetniški slog, kot so  anglosaška ali vikinška umetnost.
Srednjeveška umetnost je nastajala v številnih medijih, dela pa so preživela v velikem številu v kiparstvu, iluminiranih rokopisih, vitrajih, kovinskih predmetih in mozaikih, ki so med vsemi drugimi mediji, kot so freske, slikarstvo, plemenite kovine ali tekstil, vključno s tapiserijo, najbolje ohranjeni. Zlasti v začetku tega obdobja so bile tako imenovane »manjše umetnine« ali dekorativna umetnost, kot so kovine, slonovina, emajl in vezenje s plemenitimi kovinami, verjetno bolj cenjena kot slike ali monumentalne skulpture. 
Srednjeveška umetnost v Evropi je zrasla iz umetniške dediščine rimskega cesarstva in ikonografskih tradicij zgodnje krščanske cerkve. Ti viri so bili pomešani z živahno »barbarsko« umetniško kulturo severne Evrope, da bi ustvarili izjemno umetniško zapuščino. Zgodovino srednjeveške umetnosti lahko razumemo kot zgodovino medsebojnega delovanja elementov klasične, zgodnjekrščanske in barbarske umetnosti.  Poleg formalnih vidikov klasicizma je obstajala nenehna tradicija realističnega upodabljanja predmetov, ki so preživeli v bizantinski umetnosti skozi celotno obdobje, na Zahodu pa se pojavljajo v presledkih, združujejo in včasih tekmujejo z novimi ekspresionističnimi možnostmi, ki se razvijajo v zahodni in severni Evropi kot zapuščina energičnih dekorativnih elementov. Obdobje se je končalo s samo-zaznanim renesančnim oživljanjem veščin in vrednot klasične umetnosti, umetniška dediščina srednjega veka pa je bila nekaj stoletij zaničevana. Od oživitve zanimanja in razumevanja v 19. stoletju so jo doživeli kot obdobje izjemnih dosežkov, ki so bili podlaga za razvoj kasnejše zahodne umetnosti.

## Pregled
V srednjem veku se je v Evropi v prvih stoletjih tega obdobja zmanjšala blaginja, stabilnost in število prebivalcev - do približno leta 800, nato pa je bilo dokaj stabilno in splošna rast, dokler ni nehala moriti črna smrt okoli leta 1350. Ocenjeno je. da je v Evropi umrla vsaj tretjina celotnega prebivalstva, na splošno več na jugu in nižinah na severu. Mnoge regije do 17. stoletja niso povrnile svojega nekdanjega prebivalstva. Ocenjuje se, da je število prebivalcev Evrope okoli leta 650 doseglo najnižjo točko in je znašalo približno 18 milijonov ljudi, podvojilo se je do okoli leta 1000 in do leta 1340, tik pred črno smrtjo, doseglo več kot 70 milijonov. Leta 1450 jih je bilo le še 50 milijonov. Tem številkam je Severna Evropa, zlasti Velika Britanija, prispevala nižji delež kot danes in južna Evropa, vključno s Francijo, višji.  Povečana blaginja je na tiste, ki so preživeli, črna smrt veliko manj prizadela. Do približno 11. stoletja je imela večina Evrope premalo kmetijske delovne sile, z velikimi količinami neporabljenega zemljišča in srednjeveško toplo obdobje je koristilo kmetijstvu do leta 1315. 
Srednjeveško obdobje je sčasoma opustilo invazije in vpade izven območja, ki je zaznamovalo prvo tisočletje. Islamska osvajanja 6. in 7. stoletja so nenadoma in trajno odstranila celotno severno Afriko iz zahodnega sveta. V preostalem obdobju so islamski narodi postopoma zavzeli bizantinsko cesarstvo, vse do konca srednjega veka, ko se je katoliški Evropi, ki je na jugozahodu končno ponovno pridobila Iberski polotok, z jugovzhoda približala muslimanska grožnja.
Na začetku srednjeveškega obdobja so bila najpomembnejša umetniška dela zelo redka in draga, povezana s posvetnimi elitami, samostani ali večjimi cerkvami in, če so bila verska, so jih večinoma izdelovali menihi. Do konca srednjega veka so se dela, ki imajo velik umetniški pomen, lahko našla v majhnih vaseh in številnih meščanskih domovih v mestih, njihova proizvodnja pa je bila v številnih krajih pomembna lokalna industrija, saj so bili umetniki iz vrst duhovščine zdaj izjema. Vendar pa je pravilo sv. Benedikta (Latinsko Regula Benedicti) dovolilo prodajo umetniških del samostanom in jasno je, da so lahko menihi v tem obdobju ustvarjali umetnost, vključno s posvetnimi deli, komercialno za laični trg, samostani pa bi prav tako najemali laične strokovnjake, kjer je bilo to potrebno. 
Ohranjena dela lahko pustijo vtis, da je bila skoraj vsa srednjeveška umetnost verska. To je daleč od resnice; čeprav je cerkev v srednjem veku postala zelo bogata in je bila včasih pripravljena preživeti bogato umetnost, je bilo tudi veliko posvetne umetnosti enakovredne kakovosti, ki je trpela zaradi veliko višje stopnje obrabe, izgube in uničenja. V srednjem veku je na splošno manjkalo koncepta ohranjanja starejših del glede na njihovo umetniško vrednost, v nasprotju z njihovim povezovanjem s svetnikom ali ustanoviteljem figure, naslednja obdobja renesanse in baroka pa so poniževala srednjeveško umetnost. Večina razkošnih iluminiranih rokopisov iz zgodnjega srednjega veka je imela razkošne dragocene platnice, ki so povezovale knjige iz plemenitih kovin, slonovine in draguljev; povezane strani in reliefi iz slonovine so bili precej večji kot celostne platnice, ki so jih v določenem trenutku odstranili zaradi dragocenih materialov.
Večina cerkva je bila obnovljena, pogosto večkrat, vendar so srednjeveške palače in velike hiše izgubljene z veliko večjo hitrostjo, kar velja tudi za njihovo opremo in dekoracijo. V Angliji so cerkve preživele večinoma nedotaknjene iz vsakega stoletja od 7. stoletja dalje in v večjem številu poznejše - mesto Norwich samo ima 40 srednjeveških cerkva - toda od ducatov kraljevih palač ni nobena preživela zgodnejša od 11. stoletja in le peščica ostankov iz preostalega obdobja.  Podobno je v večini Evrope, čeprav je Papeška palača v Avignonu iz 14. stoletja preživela pretežno nedotaknjena. Mnogi najstarejši znanstveni spori glede datuma in izvora posameznih del se nanašajo na posvetne predmete, ker so redkejši - anglosaško Fullerjevo broško je zavrnil Britanski muzej kot nezaslišan ponaredek in majhne samostojne sekularne bronaste skulpture so tako redke, da se je datacija, izvor in celo avtentičnost najboljših primerov uveljavlja že desetletja. 
Uporaba dragocenih materialov je konstanta v srednjeveški umetnosti; do konca tega obdobja se je veliko več porabilo za nakup kot za plačilo umetnikov, čeprav to niso bili menihi, ki bi opravljali svoje dolžnosti. Zlato je bilo uporabljeno za predmete za cerkve in palače, osebni nakit in opremo oblačil in - pritrjeno na hrbtno stran steklenih teser - kot trdno ozadje za mozaike ali uporabljeno kot zlati lističi za miniature v rokopisih in na tablah. Veliko predmetov, ki so uporabljali plemenite kovine, je bilo narejeno z vedenjem, da se lahko njihova vrednost v bodočnosti oplemeniti - le ob koncu obdobja bi lahko denar vložili drugače kot v nepremičnine, razen z velikim tveganjem ali z oderuškim posojanjem.
Celo še dražji pigment ultramarin, narejen iz kamnine lapis lazuli, ki ga je mogoče dobiti samo iz Afganistana, je bil v gotskem obdobju bogato uporabljen, bolj pogosto za tradicionalni modri zunanji plašč Device Marije kot za nebo. Slonovina, pogosto naslikana, je bila pomemben material do konca obdobja, kar dobro ponazarja premik luksuzne umetnosti na posvetna dela; na začetku obdobja se je večina uporabe premaknila iz konzulskih diptihov v verske predmete, kot so knjižne platnice, relikviariji in škofovske palice, v gotskem obdobju pa se med bolj premožnimi pojavljajo ogledala, skrinjice in okrašeni glavniki. Ker je reliefno izrezljane tanke slonokoščene plošče le redko mogoče reciklirati v drugo delo, je število ohranjenih relativno visoko - enako velja za rokopisne strani, čeprav so jih pogosto reciklirali s strganjem, zaradi česar so postali palimpsesti.
Celo osnovni materiali so bili dragi: ko je anglosaška opatija Monkwearmouth-Jarrow načrtovala ustvariti tri kopije biblije leta 692 - od katerih je ena ohranjena kot [[Codex Amiatinus - prvi korak je bil načrt za vzrejo goveda za oskrbo 1600 telet, da bi dobili potrebno kožo za velum (vrsta pergamenta). 
Papir je bil na voljo v zadnjih stoletjih obdobja, vendar je bil po današnjih standardih tudi zelo drag; lesorezi, ki so bili prodani navadnim romarjem v svetiščih, so bili pogosto zelo majhni. Sodobna dendrokronologija je pokazala, da je bila za plošče v staronizozemskem slikarstvu  15. stoletja večinoma uporabljen hrast, posekan v porečju Vistule na Poljskem, od koder je bil poslana navzdol po reki in čez Baltsko in Severno morje v flamska pristanišča, več let pred uporabo. 
Umetnost v srednjem veku je široka tema, umetnostni zgodovinarji pa jo tradicionalno delijo v več obsežnih faz, slogov ali obdobij. Obdobje srednjega veka se ne začne niti konča z nobenim določenim datumom niti ob istem času v vseh regijah, enako pa velja tudi za glavne faze umetnosti v obdobju.  Glavne faze so zajete v naslednjih poglavjih.

## Zgodnjekrščanska in poznoantična umetnost
Zgodnjekrščanska umetnost, bolj splošno opisana kot poznoantična umetnost, zajema obdobje od okoli leta 200 (pred katerim ni ohranjena nobena posebna krščanska umetnost), vse do začetka popolnoma bizantinskega sloga približno okoli leta 500. V tem času se začne srednjeveško obdobje, tako v smislu splošne zgodovine kot tudi umetnostne zgodovine, vendar je najpogosteje postavljena pozno v obdobju. V 4. stoletju je krščanstvo prešlo iz preganjane priljubljene sekte v uradno religijo cesarstva, prilagajalo je obstoječe rimske sloge in pogosto ikonografijo iz popularne in cesarske umetnosti. Od začetka tega obdobja so najpomembnejša ohranjena dela krščanske umetnosti grobnice v priljubljenih slogih rimskih katakomb, ob koncu pa so nastali številni razkošni mozaiki v cerkvah, zgrajenih pod cesarskim pokroviteljstvom.
V tem obdobju je cesarska pozno rimska umetnost šla skozi presenetljivo »baročno« fazo, nato pa je v veliki meri opustila klasični slog in grški realizem v prid bolj mističnemu in hieratičnemu slogu - proces, ki je dobro potekal pred krščanstvom, je imel velik vpliv na cesarsko umetnost. K temu so prispevali vplivi vzhodnih delov cesarstva – Egipt, Sirija in drugod, pa tudi močna »italska« ljudska tradicija. Figure so večinoma vidne frontalno, gledajo v gledalca, kjer je klasična umetnost pokazala profilni pogled - sprememba je bila vidna tudi na kovancih. Individualnost portretov, velika moč rimske umetnosti, je močno upadla, anatomija in draperija figur pa se kaže z veliko manj realizma. Modeli, iz katerih je srednjeveška Severna Evropa oblikovala svojo idejo o »rimskem« slogu, so bili skoraj vsi prenosna poznoantična dela in poznoantični izrezljani sarkofagi, najdeni po vsem nekdanjem rimskem cesarstvu, odločenost, da najdejo zgodnejše »čistejše«. klasične modele, je bil ključni element v umetnosti all'antica renesanse. 
Slonokoščeni reliefi
- Kristusovo vnebovzetje in Noli me tangere (ne dotikaj se me), c. 400, s številnimi elementi klasičnega sloga.
- Konzularni diptih, Konstantinopel 506, v poznoantičnem slogu
- Otonski relief iz oltarja v drznem monumentalnem slogu, z malo poskusa klasicizma; Milano 962–973.
- Francoski gotski triptih iz poznega 14. stoletja, verjetno za lastnika laika, s prizori iz Življenja Device Marije

## Bizantinska umetnost
Bizantinska umetnost je umetnost grško govorečega Bizantinskega cesarstva, nastalega po delitvi rimskega cesarstva med vzhodno in zahodno polovico, včasih pa tudi delov Italije pod bizantinsko vladavino. Izhaja iz pozne antike okoli leta 500 pr. n. št. in je kmalu oblikovala tradicijo, ki se razlikuje od tradicije katoliške Evrope, vendar nanjo močno vpliva. V zgodnjem srednjeveškem obdobju je najboljša bizantinska umetnost, pogosto iz velikih cesarskih delavnic, predstavljala ideal prefinjenosti in tehnike, ki so jo evropski pokrovitelji poskušali posnemati. V obdobju bizantinskega ikonoklazma v 730-843 je bila velika večina ikon (svetih podob, običajno poslikanih na lesu) uničenih; tako malo ostaja, da danes katero koli odkritje nudi novo razumevanje. Največ preostalih del je v Italiji (Rim in Ravena, itd.) ali Egiptu v samostanu sv. Katarine.
Bizantinska umetnost je bila iz religioznih in kulturnih razlogov izjemno konservativna, vendar je ohranila stalno tradicijo grškega realizma, ki se je ponašal z močnim anti-realističnim in hieratskim impulzom. Po nadaljevanju produkcije ikon v 843 do 1453 se je bizantinska umetnostna tradicija nadaljevala s sorazmerno malo spremembami, kljub počasnemu propadu cesarstva. V delih sodobne umetnosti 10. stoletja, kot je Pariški psalter, je prišlo do opaznega oživljanja klasičnega sloga, skozi obdobje iluminiranih rokopisov pa kaže vzporedne sloge, ki jih pogosto uporablja isti umetnik, za ikonične figure v okvirjih in bolj neformalne majhne prizore ali figure dodane na robu besedila v veliko bolj realističnem slogu. 
Monumentalna skulptura s figurami je ostala tabu v bizantinski umetnosti; skoraj nobenih izjem ni. Toda majhni reliefi iz slonovine, skoraj vsi v ikoničnem načinu (Harbavillski triptih je podobnega datuma kot Pariški psalter, vendar zelo drugačen po slogu), so bili posebnost, prav tako pa tudi reliefne dekoracije na skledah in drugih kovinskih predmetih.
Bizantinsko cesarstvo je ustvarilo večino najlepših srednjeveških umetnosti v smislu kakovosti materiala in izdelave, z dvorno produkcijo, ki je bila osredotočena na Konstantinopel, čeprav so nekateri umetnostni zgodovinarji podvomili v domnevo, ki je še vedno pogosta, da je vse delo najboljše kakovosti z v glavnem mestu in ni nobenih navedb o poreklu. Vrhunec bizantinske umetnosti so bile monumentalne freske in mozaiki v kupolah cerkva, ki jih večina ni ohranjena zaradi naravnih nesreč ali / in preureditve cerkva v mošeje.
Bizantinska umetnost je imela stalen vpliv na zahodnoevropsko umetnost, sijaj bizantinskega dvora in samostanov, tudi na koncu cesarstva, je bil model za zahodne vladarje in posvetne in cerkvene pokrovitelje. Na primer, bizantinski svileni tekstil, pogosto tkan ali vezen z vzorci živalskih in človeških likov, ki pogosto odražajo tradicije, ki izvirajo precej bolj vzhodno, so bili v krščanskem svetu skoraj do konca cesarstva. Nastale so, vendar verjetno ne povsem nujno, v cesarskih delavnicah v Konstantinoplu, o čigar delovanju skoraj nič ne vemo - podobne delavnice so pogosto omenjene za druge umetnosti, še manj pa je dokazov. Nekatere druge dekorativne umetnosti so bile manj razvite. Bizantinska keramika se redko dviguje nad raven privlačne ljudske umetnosti kljub antični grški dediščini in impresivni prihodnosti v osmanskem obdobju kot je İznik keramika in druge vrste lončenine.
Koptska umetnost Egipta je zavzela drugačno pot; ko se je sredi 5. stoletja koptska cerkev ločila, jo država ni nikoli več podpirala, domači egiptovski vplivi pa so prevladali, da bi ustvarili popolnoma nerealističen in nekoliko naiven slog velikih oči, ki so plavale v praznem prostoru. To je bilo lahko zelo izrazno in je prevzelo »vzhodno« komponento bizantinske umetnosti v svoje logične zaključke. Koptski okras je uporabljal zapletene geometrijske vzorce, ki so pogosto posnemali islamsko umetnost. Zaradi izjemno dobrega ohranjanja egipčanskih pokopov vemo več o tekstilu, ki so ga uporabljali manj v Egiptu, kot kjer koli drugje. Bili so pogosto bogato okrašeni s figurativnimi in vzorčastimi modeli. Druge lokalne tradicije v Armeniji, Siriji, Gruziji in drugod na splošno kažejo manjšo izpopolnjenost, vendar so pogosto bolj energične kot Konstantinopelska umetnost, včasih, zlasti v arhitekturi, pa so imele vpliv tudi v zahodni Evropi. Na primer, figurativna monumentalna skulptura na zunanji strani cerkva se pojavi tukaj nekaj stoletij prej kot jo vidimo na zahodu. 

## Obdobje preseljevanja ljudstev in pokristjanjevanje
Obdobje preseljevanja ljudstev opisuje umetnost "barbarskih" germanskih in vzhodnoevropskih narodov, ki so bili v gibanju, nato pa se naselili na ozemljih nekdanjega rimskega cesarstva, med letoma 300-700; splošni izraz zajema širok spekter etničnih ali regionalnih slogov, vključno zgodnja anglosaška umetnost, vizigotska umetnost, vikinška umetnost in merovinška umetnost, pri čemer so vsi uporabljali živalski slog in geometrijske motive, ki izhajajo iz klasične umetnosti. S tem obdobjem je živalski slog dosegel veliko bolj abstraktno obliko kot v prejšnji skitski umetnosti ali latenskem slogu. Večina umetniških del je bila majhnih in prenosnih, ohranjen pa je večinoma nakit in kovinski predmeti, umetnost je bila izražena v geometrijskih ali shematskih oblikah, pogosto čudovito zasnovanih in izdelanih, z malo človeškimi osebnostmi in brez poskusov realizma. Zgodnji anglosaški grobni pridatki iz Sutton Hooja so med najboljšimi primeri.
Ker so bili barbarski narodi pokristjanjeni, so ti vplivi medsebojno delovali s postklasično mediteransko krščansko umetniško tradicijo in novimi oblikami, kot so iluminirani rokopis  in seveda kovanci, ki so poskušali posnemati rimske provincialne kovance in bizantinske vrste. Zgodnji kovani denar, kot je sceattta (majhen, debel srebrnik v Angliji, Friziji in Jutlandu v anglosaškem obdobju), kaže oblikovalsko povsem nepopolno upodobitev glave v profilu, ki se na različne načine spopada s problemom.
Kar se tiče večjih del, se omenjajo anglosaški leseni poganski kipi, ki so zdaj izgubljeni, v norveški umetnosti pa se je ohranila tradicija izklesanih runskih kamnov po njihovem prehodu v krščanstvo. Keltski Pikti na Škotskem so tudi rezbarili v kamne pred in po konverziji, značilni so anglosaški in irski veliki zunanji izklesani križi, ki lahko odražajo prejšnja poganska dela. Vikinška umetnost iz kasnejših stoletij v Skandinaviji in delih Britanskih otokov vključuje delo tako poganskih kot krščanskih ozadij in je bila eden zadnjih cvetočih umetnosti te široke skupine slogov.
- Anglosaški srebrni sceatta, Kent, c. 720. Glava z diademom, ki ima križ; zadaj je volkoglava kača.
- Deli norveških lesenih vrat, 12. stoletje, v slogu Urnes
- Poslikan kamen iz Švedske

## Otoška umetnost
Otoška umetnost se nanaša na poseben slog, ki ga najdemo na Irskem in v Veliki Britaniji od 7. stoletja do približno 10. stoletja, in je trajal še naprej na Irskem in delih Škotske. Slog je bil zlitje med tradicijami keltske umetnosti, obdobjem germanske migracije, anglosaškimi umetnostmi in krščanskimi oblikami knjige, visokimi križi in liturgičnimi kovinskimi predmeti.
Izjemno podrobna geometrijska, prepletena in stilizirana živalska dekoracija, z oblikami, ki izvirajo iz posvetnih kovinskih predmetov, kot so broške, ki se pogumno razprostirajo po rokopisih, po navadi evangelijskih knjigah, kot je Knjiga iz Kellsa, s celimi stranmi kot preproge namenjene takšnim dizajnom in z razvojem velikih okrašenih strani in okrašenimi začetnicami. Bilo je zelo malo človeških figur - najpogosteje so to bili portreti evangelistov - in to je bilo grobo, tudi če smo pozorno spremljali poznoantične modele.
Otoški rokopisni slog je bil prenesen na celino z irsko-škotskimi misijami, njihova antiklasična energija pa je bila izjemno pomembna pri oblikovanju kasnejših srednjeveških slogov. V večini poznoantičnih rokopisov sta se besedilo in dekoracija jasno ločevala, čeprav so se nekatere velike začetnice začele povečevati in izpopolnjevati, toda glavni otoški rokopisi včasih zasedejo celo stran za eno samo začetnico ali prvih nekaj besed (glej ilustracijo) ob začetkih evangelijev ali drugih razdelkov v knjigi. Dovoljenje za dekoracijo je bila "pravica do gibanja" zelo vplivna na romansko in gotsko umetnost v vseh medijih.
Samostanske stavbe, za katere so bile izdelane otoške evangelijske knjige, so bile potem majhne in jih je bilo mogoče pravzaprav imenovati primitivne, zlasti na Irskem. Vse bolj so bile cerkve okrašene, kjer je bilo mogoče, s plemenitimi kovinami, nekaj jih je preživelo, kot  kelih iz Ardagha, skupaj z večjim številom izjemno okrašenih in fino izdelanih kosov posvetnega nakita visokega statusa, keltske broške so verjetno nosili večinoma moški, od katerih je najbolj zanimiva Broška iz Tare.
"Franko-saški" je izraz za šolo pozne karolinške iluminacije v severovzhodni Franciji, ki je uporabljala otoško dekoracijo, vključno s super velikimi začetnicami, včasih v kombinaciji s figurativnimi podobami, značilnimi za sodobne francoske sloge. »Najbolj vztrajni od vseh karolinških slogov« se je nadaljeval vse do 11. stoletja. 
Velike začetnice
- Karolinška verzija otoškega sloga—primerjaj "Liber generationis ..." zgoraj.
- Franko-saški "In principio", 871-3.
- Romanski preplet, poslikan s figurami, Anglija, 1190–1200.
- Tipična gotska perorisba v neilustrirani delovni kopiji Janezovega evangelija v angleščini, konec 14. stoletja.

## Vpliv islamske umetnosti
Islamska umetnost v srednjem veku sicer ne sodi v okvir tega članka, vendar so jo evropske elite široko uvažale in občudovale, zato je njen vpliv treba omeniti [17]. Islamska umetnost pokriva široko paleto medijev, vključno s kaligrafijo, iluminiranimi rokopisi, tekstilom, keramiko, kovinskimi izdelki in steklom in se nanaša na umetnost muslimanskih držav na Bližnjem vzhodu, v islamski Španiji in Severni Afriki, čeprav nikakor ni vedno delo muslimanskih umetnikov ali obrtnikov. Proizvodnja stekla je na primer ves čas ostala judovska posebnost, krščanska umetnost, tako kot v koptskem Egiptu, je še zlasti v zgodnjih stoletjih ohranila nekaj stikov z Evropo. Od začetka leta 600 do 900 je prišlo do začetne faze, razvoj regionalnih slogov pa od 900 dalje. Zgodnja islamska umetnost je uporabljala mozaične umetnike in kiparje, ki so se učili v bizantinski in koptski tradiciji.  Namesto stenskih slik je islamska umetnost uporabljala poslikane ploščice že od leta 862-3 (Velika mošeja v Kairouanu, danes Tunizija), ki se je razširila tudi v Evropo.  John Ruskin pravi, da Doževa palača v Benetkah vsebuje »tri elemente v natančno enakih razmerjih - rimski, lombardski in arabski. To je osrednja zgradba sveta. ... zgodovina gotske arhitekture je zgodovina izboljšanja in spiritualizacije severnega dela pod njegovim vplivom.« 
Islamski vladarji so nadzorovali različne kraje južne Italije in večino današnje Španije in Portugalske ter Balkana, vsi so obdržali veliko krščanskega prebivalstva. Krščanski križarji so enako vladali islamskim prebivalcem. Križarska umetnost je v glavnem hibrid katoliškega in bizantinskega sloga, z malo islamskega vpliva, vendar pa se zdi, da mozarabska umetnost kristjanov v Al Andaluzu kaže precejšen vpliv islamske umetnosti, čeprav so rezultati malo podobni današnjim islamskim delom. Islamski vpliv je mogoče zaslediti tudi v večinski usmeritvi zahodne srednjeveške umetnosti, na primer v romanskem portalu v Moissacu v južni Franciji, kjer se v obeh dekorativnih elementih, kot so zobčasti robovi vrat, kažejo okrogli okraski na prekladi in tudi v tem, da je Kristus v slavi obdan z glasbeniki, kar naj bi postalo splošna značilnost zahodnih nebeških prizorov in verjetno izvira iz podob islamskih kraljev na njihovem divanu.  Kaligrafija, ornament in dekorativna umetnost so bili na splošno pomembnejši kot na Zahodu .
Špansko-mavrski izdelki iz keramike so bili prvič izdelani v Al-Andaluzu, vendar se zdi, da so muslimanski lončarji emigrirali na območje krščanske Valencije, kjer so ustvarili dela, ki so bila izvožena krščanski eliti po Evropi; islamski luksuzni predmeti, predvsem svileni tekstil in preproge, so prihajali iz splošno bogatejšega vzhodnega islamskega sveta (islamski kanali v Evropo zahodno od Nila niso bili bogatejši), mnogi pa so šli skozi Benetke. Vendar so bili večinoma luksuzni izdelki dvorne kulture, kot so svila, slonovina, dragi kamni in dragulji, uvoženi v Evropo le v nedokončani obliki in izdelani v končni izdelek, ki so ga lokalni srednjeveški obrtniki označili kot "vzhodni". Bili so brez upodobitev verskih prizorov in običajno okrašeni z ornamentom, zaradi česar jih je bilo na Zahodu lahko sprejeti, v poznem srednjem veku je obstajala moda za psevdo-kufične imitacije arabske pisave, ki se je uporabljala okrasno v zahodni umetnosti.

## Predromanska umetnost
Predromanika je izraz za arhitekturo in do neke mere slikovna in prenosna umetnost, ki je nastala najprej v južni Evropi (Španija, Italija in južna Francija) med poznoantičnim obdobjem in začetkom romanike v 11. stoletju. Severnoevropska umetnost je postopoma postala del gibanja po pokristjanjevanju, saj je združevala postklasične sloge. Karolinška umetnost frankovskega cesarstva, zlasti sodobna Francija in Nemčija, je od približno leta 780-900 dobila ime po Karlu Velikem in je bila umetnost dvornega kroga in nekaj samostanskih centrov pod cesarskim pokroviteljstvom, ki so se zavestno trudili za oživitev "rimskih" slogov in standardov, ki so ustrezali novemu zahodnemu cesarstvu. Nekateri centri karolinške produkcije so bili tudi pionirji ekspresivnega sloga v delih, kot sta Utrechtski psalter in Ebbov evangeliarij. Krščanska monumentalna skulptura je bila prvič opisana in upodobitev človeške figure v pripovednih prizorih je prvič v severni umetnosti postala samozavestna. Karolinška arhitektura je ustvarjala večje stavbe, kot so jih videli že od rimskih časov, westwerk in druge inovacije. 
Po razpadu rodbine je nastala prekinitev, preden je nova rodbina v Nemčiji prinesla preporod z otonsko umetnostjo, ki se je ponovno osredotočila na dvor in samostane, z umetnostjo, ki se je premaknila k veliki ekspresivnosti s preprostimi oblikami, ki so dosegala monumentalnost tudi v majhnih delih, kot je slonovina, reliefi in rokopisne miniature, predvsem tiste iz šole Reichenau, kot je na primer Perikope Henrika II. (1002–1012). Kasneje je bila anglosaška umetnost v Angliji, od približno 900 let, izrazno na zelo drugačen način, z navdušenimi osebnostmi in celo draperijami, ki so morda najbolje prikazane na številnih rokopisnih risbah. Mozarabska umetnost krščanske Španije je imela močan islamski vpliv in popolno pomanjkanje zanimanja za realizem v svojih briljantno obarvanih miniaturah, kjer so figure predstavljene kot popolnoma ploščati vzorci. Obe sta vplivali na oblikovanje romanskega sloga v Franciji. 
- Karolinški evangelistični portret iz Codex Aureusa iz Lorscha, z uporabo poznoantičnega modela, konec 8. stoletja
- Drug karolinški evangelistični portret v grško/bizantinskem realističnem slogu, verjetno grškega umetnika, tudi pozno 8. stoletje.[27]
- Mozarabski Beatus miniatura, pozno 10. stoletje.
- Bamberška apokalipsa, otonska Reichenau šola, dosega monumentalnost v majhnem obsegu, 1000–1020.

## Romanska umetnost
Romanska umetnost se je razvila v obdobju med približno letom 1000 in vzponom gotske umetnosti v 12. stoletju v povezavi z vzponom meniškega življenja v zahodni Evropi. Slog se je sprva razvil v Franciji, vendar se je razširil v krščansko Španijo, Anglijo, Flandrijo, Nemčijo, Italijo in drugod, da bi postal prvi srednjeveški slog po vsej Evropi, čeprav z regionalnimi razlikami. Prihod sloga je sovpadal z velikim povečanjem gradnje cerkva in velikostjo stolnic in večjih cerkev; mnoge od njih so bile v naslednjih obdobjih obnovljene, vendar so pogosto dosegle približno sedanjo velikost v obdobju romanike. V romanski arhitekturi prevladujejo debele stene, masivne zgradbe, zasnovane kot enotna organska oblika, s obokanimi stropovi in okroglimi okni in oboki.
Figurativna skulptura, ki je bila prvotno barvito poslikana, ima v teh stavbah, v glavnih kapitelih stebrov in v impresivnih portalih, običajno osrednjo vlogo v običajnih centrih, ki se osredotočajo na timpanon nad glavnimi vrati, tako kot v opatiji Vézelay in Autunski stolnici. Reliefi so veliko pogostejši kot samostojni kipi v kamnu, vendar je bil romanski relief precej višji, nekateri elementi pa so bili povsem ločeni od stene. Pomembne so postale tudi velike rezbarije, zlasti poslikana lesena Križanja, kot je Gerov križ od samega začetka obdobja in figure Device Marije, kot je Zlata Marija iz Essna. Kralji in višja duhovščina so začeli naročati naravno velikost za nagrobnike. Nekatere cerkve so imele masivne pare bronastih vrat, okrašene z narativnimi reliefnimi ploščami, kot so Gnieznova vrata ali tista v Hildesheimu, »prva okrašena bronasta vrata, ki so bila v enem kosu narejena na zahodu od rimskih časov« in verjetno najboljša pred renesanso. 
Večina cerkva je bila v veliki meri poslikana; tipična shema je imela Kristusa v slavi na vzhodnem (oltarnem) koncu, Poslednjo sodbo na zahodnem koncu nad vrati in prizore iz Kristusovega življenja, ki so se tipološko ujemali s scenami stare zaveze na stenah ladje. »Največji ohranjen spomenik romanskega stenskega slikarstva«, veliko manjši od prvotnega, je v opatijski cerkvi Saint-Savin-sur-Gartempe blizu Poitiersa, kjer polkrožni banjast obok ladje, kripta, portik in druga območja hranijo večino slik.  Enakovreden cikel v Sant'Angelu v Formisu pri Capui v južni Italiji, ki so ga pripravili italijanski slikarji, ki so jih izobraževali Grki, kaže na stalno prevlado bizantinskega sloga v večjem delu Italije. 
Romansko kiparstvo in slikarstvo sta pogosto izjemno živahna in izrazita ter zelo inovativna v smislu ikonografije - izbranih predmetov in njihovega obravnavanja. Čeprav so številne značilnosti klasične umetnosti del romanskega sloga, so romanski umetniki le redko želeli doseči kakršen koli klasičen učinek, razen morda v mozanski umetnosti. Ker je umetnost videl širši del prebivalstva in zaradi izzivov novih herezij, je umetnost postala bolj didaktična, krajevna cerkev pa je bila »Biblija neukega človeka«. Hkrati so bile groteskne zveri in pošasti ter spopadi z njimi ali med njimi priljubljene teme, na katere so lahko versko pripisovali verske pomene, čeprav to ni imelo vtisa na sv. Bernard iz Clairvauxa, ki je v samostanih slavno obsodil takšne namige:
 Toda v samostanu, v očeh menihov za branje, kakšna je smisel te smešne pošastnosti, čudne oblike oblikovane brezobličnosti? Zakaj te nerodne opice, zakaj so ti ostri levi, zakaj pošastni kentavri, zakaj pol-ljudje, zakaj pikčasti tigri, zakaj se borijo z vojaki, zakaj trobijo lovci? ... Na kratko je takšna raznolikost čudnih oblik povsod, da bi raje brali marmor kot knjige. 
Morda je spoznal miniaturo na levi, ki je bila izdelana v opatiji Cîteaux, preden je bil mladi Bernard leta 1115 premeščen. 
V tem obdobju je tipologija postala prevladujoči pristop v teološki literaturi in umetnosti do interpretacije biblije, pri čemer se je Stara zaveza obravnavala kot predfiguracija vidikov Kristusovega življenja in se je pokazala v paru z ustrezno epizodo Nove zaveze. Pogosto je ikonografija novozaveznega prizora temeljila na tradicijah in modelih, ki izvirajo iz pozne antike, vendar je bilo treba ikonografijo Stare zaveze izumiti v tem obdobju zaradi pomanjkanja precedensov. Izdelane so bile nove teme, kot je Jesejevo drevo in predstavitve Boga Očeta so postale bolj sprejemljive. Velika večina preživelih umetnosti je verskih. Mozanska umetnost je bila posebno rafiniran regionalni slog, kjer je ohranjenih precej kovinskih predmetov, pogosto kombiniranih z emajlom in elementi klasicizma redki v romanski umetnosti, kot v krstilnik v cerkvi sv. Bartolomeja, Liège ali  skrinja Treh kraljev v Kölnu, eno od številnih ohranjenih del Nikolaja iz Verduna, katerega storitve so iskali v severozahodni Evropi.
V tem obdobju je vitraj postal pomembna oblika umetnosti, čeprav je ohranjenega malo romanskega stekla. Biblija je v iluminiranih rokopisih postala novo žarišče intenzivne dekoracije, pri čemer je ostal pomemben psalter. Močan poudarek na Kristusovem trpljenju in drugih svetih osebnostih je v tem obdobju vstopil v zahodno umetnost, kar jo močno razlikuje od bizantinske in klasične umetnosti do konca srednjega veka in naprej. Gerojev križ iz leta 965-970, na robu otonske in romanske umetnosti, je bil imenovan za prvo delo, ki ga je predstavil. Konec obdobja romanike se je začel močno večati poudarek na Devici Mariji v teologiji, literaturi in tako tudi v umetnosti, ki naj bi v gotskem obdobju dosegla svoj polni obseg.
- Klasicizem mozanske umetnosti; Relikviarij Nikolaja iz Verduna v Tournaiju, 1205.
- Poslikan strop v španski kripti
- Jona, ki ga je pogoltnil kit, kapitel v ladji samostana Saint-Pierre Mozac
- Marija Magdalena napoveduje vstajenje apostolom, psalter sv. Albana, angleščina, 1120–1145.
- Freske iz 12. stoletja v cerkvi sv. Botolfa v Angliji so del skupine "Lewes" romanskih slik, ustvarjenih za opatijo Lewes.[33]

## Gotska umetnost
Gotska umetnost je spremenljiv izraz, odvisen od obrti, kraja in časa. Izraz izvira iz gotske arhitekture, ki se je razvila v Franciji od leta 1137 z obnovo cerkve sv. Dionizija. Kot pri romanski arhitekturi je ta vključevala skulpturo kot sestavni del sloga, s še večjimi portali in drugimi figurami na fasadah cerkva, kjer je bila postavljena najpomembnejša skulptura, vse do poznega obdobja, ko so veliki rezbarski oltarni nastavki in retabli, po navadi poslikan in pozlačen les, postali pomemben poudarek v številnih cerkvah. Gotska slika se ni pojavila vse do leta 1200 (ta datum ima veliko kvalifikacij), ko se je odmaknila od romanskega sloga. Gotski slog v kiparstvu izvira v Franciji okoli leta 1144 in se je razširil po Evropi, s 13. stoletjem pa je postal mednarodni slog, ki je zamenjal romanskega, čeprav v kiparstvu in slikarstvu prehod ni bil tako oster kot v arhitekturi.
Večino romanskih stolnic in velikih cerkva so zamenjale gotske stavbe, vsaj v tistih krajih, ki so imele koristi od gospodarske rasti tega obdobja - romanska arhitektura je zdaj najbolje vidna na območjih, ki so bila kasneje razmeroma depresivna, kot številne južne regije Francije in Italije ali severna Španija. Nova arhitektura je dopuščala veliko večja okna, vitraje kakovosti, ki nikoli ni bila izjemna, pa je morda tip umetnosti, ki je v priljubljenem umu najbolj povezana z gotiko, čeprav so cerkve s skoraj vsem izvirnim steklom, kot je Sainte Chapelle v Parizu, drugje zelo redke in v Veliki Britaniji neznane.
Večina gotskih stenskih slik je izginila; te so ostale zelo splošne, čeprav so v župnijskih cerkvah pogosto zelo grobo uničene. Tudi posvetne zgradbe so pogosto imele stenske poslikave, čeprav so plemenitaši dajali prednost veliko dražjim tapiserijam, ki so jih nosili s seboj, ko so potovali med svojimi številnimi palačami in gradovi ali pa so jih vzeli s seboj na vojaške akcije - najboljša zbirka pozno srednjeveške tekstilne umetnosti prihaja iz švicarskega plena v bitki pri Nancyju, ko so premagali in ubili Karla Drznega, vojvodo Burgundskega in ujeli celotno njegovo prtljago.
Kot je bilo omenjeno v prejšnjem poglavju, je gotsko obdobje sovpadlo s precej večjim poudarkom na Devici Mariji in v tem obdobju sta Devica in otrok postala značilnost katoliške umetnosti. Tudi svetniki so bili predstavljeni veliko pogosteje in pojavile so se številne lastnosti, ki so jih razvili za vizualno prepoznavanje za še vedno v veliki meri nepismeno javnost.
V tem obdobju se je na novo pojavilo tabelno slikarstvo za oltarne plošče, pogosto poliptihe in manjša dela. Ikone na panojih so bile v bizantinski umetnosti veliko pogostejše kot na zahodu, čeprav so mnoge zdaj izgubljene plošče na Zahodu dokumentirane iz precej zgodnejših obdobij. Sprva so bili zahodni slikarji na tablah zelo pod vplivom bizantinskih modelov, še posebej v Italiji, od koder prihajajo najbolj zgodnje zahodne slike. Postopek vzpostavitve posebnega zahodnega sloga sta začela Cimabue in Duccio, dopolnil pa ga je Giotto, ki tradicionalno velja za izhodišče za razvoj renesančnega slikarstva. Večina slikarskih tabel je ostala bolj konservativna kot miniaturna slika, deloma zato, da jo je videla širša javnost.
Mednarodna gotika opisuje dvorno gotsko umetnost od leta 1360 do 1430, po kateri se gotska umetnost začne spreminjati v renesančno umetnost, ki se je začela oblikovati v Italiji med trecentom, z vrnitvijo h klasičnim načelom kompozicije in realizma, s kiparjem Pisanom in slikarjem Giottom kot še posebej oblikovni figuri. Très Riches Heures du Duc de Berry je eno najbolj znanih del mednarodne gotike. Prehod v renesanso se je zgodil ob različnih časih na različnih krajih - staronizozemsko slikarstvo je med obema, tako kot italijanski slikar Pisanello. Izven Italije so se nekatera dela pojavila na dvorih in v nekaterih bogatih mestih, medtem ko so druga dela in vsa dela, ki presegajo ta središča inovacij, nekaj desetletij nadaljevala poznogotske sloge. Protestantska reformacija je pogosto pomenila končno točko za gotsko tradicijo na področjih, ki so šla protestantsko, kot je bila povezana s katolicizmom.
Izum celovitega matematično zasnovanega sistema linearne perspektive je odločilni dosežek italijanske renesanse v začetku 15. stoletja v Firencah, vendar je gotska slika že dosegla velik napredek v naturalističnem prikazu razdalje in prostornine, čeprav je običajno ni obravnavala kot bistvene značilnosti dela, če so z njimi v nasprotju z drugimi cilji, poznogotska skulptura pa je bila vse bolj naturalistična. V burgundski miniaturi sredi 15. stoletja (desno) se umetnik zdi, da želi pokazati svojo sposobnost predstavljanja stavb in kamnitih blokov poševno ter upravljanje prizorov na različnih razdaljah. Vendar je njegov splošni poskus zmanjšanja velikosti bolj oddaljenih elementov nesistematičen. Odseki sestave so na podobni lestvici, z relativno razdaljo, prikazano s prekrivanjem, skrajšanjem in nadaljnjimi predmeti, ki so višji od bližjih, čeprav delavci na levi kažejo boljšo prilagoditev velikosti. Toda to je zapuščeno na desni, kjer je najpomembnejša figura veliko večja od zidarja.
Konec obdobja vključuje nove medije, kot je tisk; skupaj z majhnimi panelnimi slikami so se pogosto uporabljali za emotivne podobice, na katere so vplivala nova verska gibanja tega obdobja. To so bile podobe trenutkov, ločenih od pripovedi o Jezusovem trpljenju, namenjene meditaciji o njegovem trpljenju ali tistih Device: Trpeči človek, Pietà, Veronikin prt ali Arma Christi. Travma črne smrti sredi 14. stoletja je bila vsaj delno odgovorna za priljubljenost tem, kot sta Mrtvaški ples in Memento mori. V poceni knjigi z besedilom (pogosto v domačem jeziku) in slikami, poslikanimi v enem samem lesorezu, so dela, kot so tista, ki so prikazana (levo), Ars Moriendi ('Umetnost umiranja') in tipološki povzetki verzov kot Spekulum Humanae Salvationis ('Zrcalo človeške odrešitve').
Renesančni humanizem in vzpon bogatega mestnega srednjega razreda, ki so ga vodili trgovci, je začel preoblikovati stari družbeni kontekst umetnosti z oživljanjem realističnega portretiranja in videza grafike in avtoportreta ter upadanja oblik, kot je vitraj in iluminirani rokopis. Donatorski portreti so v zgodnjem srednjem veku večinoma skrbeli za papeže, kralje in opate, zdaj pa so pokazali poslovneže in njihove družine, cerkve pa so postajale gneča z nagrobniki donatorjev.
Horarij (molitvenik), vrsta rokopisa, ki je običajno v lasti laikov ali celo pogosteje laičnih žensk, je postal tip rokopisa, ki je bil od 14. stoletja dalje najpogosteje močno nazoren in tudi v tem obdobju je bila vodilna vloga pri izdelavi miniatur prenesena na laike, zelo pogosto tudi ženske. V najpomembnejših središčih iluminacije, so bile v Parizu in v 15. stoletju v mestih Flandrija velike delavnice, ki so izvažale v druge dele Evrope. Druge oblike umetnosti, kot so majhni relief iz slonovine, vitraji, tapiserije in Nottinghamski alabastri (poceni izrezljane plošče za oltarne nastavke) so bili izdelani v podobnih pogojih, umetniki in obrtniki v mestih pa so bili običajno pokriti s cehovskim sistemom - zlatarski ceh je bil običajno med najbogatejšimi v mestu, slikarji pa so bili v mnogih krajih člani posebnega ceha sv. Luke.
Posvetna dela, ki so pogosto uporabljala teme, ki se nanašajo na ljubezensko dvorjenje ali viteško junaštvo, so bila izdelana kot iluminirani rokopisi, izrezljana ogledala iz slonovine, tapiserije in izdelan zlat pribor za na mizo, kot so nefi (Nef je ekstravaganten namizni ornament in posoda, ki so jo uporabljali v srednjem veku in renesansi, iz plemenitih kovin v obliki ladje – nef je bila v francoščini še ena beseda za kočijo. Če se ne uporablja samo za dekoracijo, bi lahko hranila sol ali začimbe (slednje so bile v srednjem veku zelo drage), jedilni pribor ali celo prtičke). Začne se razločevati veliko več posameznih umetnikov, od katerih so nekateri imeli mednarodni ugled. Pojavljati se začnejo zbiralci umetnosti, rokopisi med visokimi plemiči, kot so John, vojvoda Berry (1340–1416), ter grafike in druga dela med tistimi z zmernim bogastvom. Na bogatejših območjih so do konca 15. stoletja majhni poceni verski lesorezi najnovejši slog umetnost približali tudi v domove kmetov.
Virgin Mary
- Najstarejša bizantinska ikona Marije, c. 600, enkavstika, v samostanu sv. Katarine ohranja velik del grškega realističnega sloga.
- Romanski kip Device kot Sedež modrosti, 12. stoletje
- "Ravensburška Marija Zavetnica s plaščem", naslikana na lipov les ca. 1480, Pripisana Michelu Erhartu.
- "Lov na enoroga kot oznanjenje" (ca. 1500) iz nizozemske knjige molitev, ki jo je zbral John Pierpont Morgan. Za zapleteno ikonografijo glej Hortus Conclusus.

## Poznejši ugled
Srednjeveška umetnost je imela malo smisla za svojo umetnostno zgodovino in ta nezainteresiranost se je nadaljevala tudi v kasnejših obdobjih. Renesansa jo je na splošno zavrnila kot "barbarski" produkt "Temnega obdobja", izraz "gotika" pa je bil izumljen kot namerno slabšalen in ga je prvi uporabil slikar |Raphael v pismu iz leta 1519, da bi označil vse, kar je prišlo med propad klasične umetnosti in njenega domnevnega 'preporoda' v renesansi. Pojem je pozneje sprejel in populariziral sredi 16. stoletja florentinski umetnik in zgodovinar Giorgio Vasari, ki ga je uporabil za obsojanje severnoevropske arhitekture na splošno. Iluminirane rokopise so še naprej zbirali starinarji ali pa so ostali neupoštevani v samostanskih ali kraljevskih knjižnicah, toda slike so bile večinoma zanimive, če so imele zgodovinske povezave s kraljevskimi pravicami ali drugim. Primer dolgega obdobja grdega ravnanja z westminstrskim retablom s strani Westminstrske opatije; do 19. stoletja je veljal za koristen kos lesa. Toda za njihov velik portret Riharda II. Angleškega so dobro poskrbeli, kot še za drug Rihardov portret, Wiltonski diptih (prikazan zgoraj). Tako kot v srednjem veku so tudi drugi predmeti pogosto preživeli predvsem zato, ker so veljali za relikvije.
V arhitekturi ni bilo najti enakovrednega slikovni umetnosti »gotskega preživetja«, ko je slog končno zamrl v Nemčiji, Angliji in Skandinaviji in se je gotska oživitev dolgo osredotočala na gotsko arhitekturo in ne na umetnost. Razumevanje zaporedja slogov je bilo še vedno zelo šibko, kot kaže naslov pionirske knjige Thomasa Rickmana o angleški arhitekturi: 'Poskus diskriminacije slogov angleške arhitekture od osvajanja do reformacije' (An Attempt to discriminate the Styles of English Architecture from the Conquest to the Reformation - 1817). To se je začelo spreminjati v še večji meri do sredine 19. stoletja, ko je vrednotenje srednjeveškega kiparstva in slikarstva, znanega kot italijanska ali flamska 'primitiva', postalo modno pod vplivom pisateljev, vključno z Johnom Ruskinom, Eugènom Viollet-le-Ducom in Puginom, pa tudi romantično srednjeveško literarno delo, kot je Ivanhoe (1819) sira Walterja Scotta in Notredamski zvonar Victorja Hugoja (1831). Zgodnji zbiralci 'primitivov', potem še vedno razmeroma poceni, je vključeval princa Alberta.
Med umetniki sta nemško nazarensko gibanje iz leta 1809 in angleška prerafaelitska bratovščina iz leta 1848 zavrnila vrednote vsaj kasnejše renesanse, vendar v praksi in kljub občasnim upodobitvam srednjeveških prizorov, svoje delo črpa predvsem iz zgodnje renesanse, ne pa gotska ali zgodnja obdobja - zgodnje grafično delo Johna Millaisa je nekaj izjemnega. 
V poznem 19. stoletju so se številni ilustratorji in producenti dekorativne umetnosti različnih vrst naučili uporabljati srednjeveške sloge iz muzejev, kot je muzej Victoria & Albert, ki je bil ustanovljen v ta namen. Hkrati se je novo akademsko področje zgodovine umetnosti, v katerem prevladujeta Nemčija in Francija, močno osredotočilo na srednjeveško umetnost in je bilo kmalu zelo produktivno pri katalogiziranju in datiranju ohranjenih del ter analiziranju razvoja srednjeveških slogov in ikonografije; kljub temu, da je poznoantična in predkarolinška doba ostala manj raziskana do 20. stoletja. 
Franz Theodor Kugler je prvi poimenoval in opisal karolinško umetnost leta 1837; tako kot mnogi umetnostni zgodovinarji tega obdobja si je prizadeval najti in promovirati nacionalni duh svojega naroda v umetnostni zgodovini, ki ga je začel Johann Gottfried Herder v 18. stoletju. Kuglerjev učenec, veliki švicarski umetnostni zgodovinar Jacob Burckhardt, čeprav ga ni bilo mogoče imenovati strokovnjaka za srednjeveško umetnost, je bil pomembna osebnost pri razvoju razumevanja tega. Srednjeveška umetnost je zdaj močno zbrana, tako v muzejih kot pri zasebnih zbirateljih, kot sta George Salting, družina Rothschild in John Pierpont Morgan.
Po nazadovanju neogotske in neokeltske umetnosti z uporabo otoških slogov so se anti-realistični in ekspresivni elementi srednjeveške umetnosti še vedno izkazali kot navdih za mnoge sodobne umetnike.
Nemško govoreči umetnostni zgodovinarji so še naprej prevladovali v srednjeveški umetnostni zgodovini, kljub temu, da sta se do obdobja nacizma pojavila Émile Mâle (1862–1954) in Henri Focillon (1881–1943), in se je izselilo veliko število pomembnih osebnosti, večinoma v Britanijo ali Ameriko, kjer se naprej razvijali akademski študij umetnostne zgodovine. Med njimi so bili starejši Adolph Goldschmidt in mlajši, med njimi Nikolaus Pevsner, Ernst Kitzinger, Erwin Panofsky, Kurt Weitzmann, Richard Krautheimer in mnogi drugi. Meyer Schapiro je kot otrok emigriral leta 1907.

## Predsodek
Nekatera krščanska umetnost je bila v srednjem veku uporabljena kot način izražanja predsodkov in običajnih negativnih stališč do drugih religij in skupin ljudi

### Židovski portreti v srednjeveški krščanski umetnosti
V srednjeveški Evropi med 5. in 15. stoletjem so mnogi kristjani zaradi različnih dejavnikov gledali na Jude kot na sovražnike in outsiderje.  Prav tako so jih sovražili, ker so bili tako kulturno kot versko različni, kot tudi zaradi verskih naukov, ki so imeli negativne poglede na judovski narod, kot so prikaz Antikrista kot judovskega.  Gospodarski položaj judovskega ljudstva kot denarodajalcev, skupaj s kraljevsko zaščito, ki jim je bila dana, je ustvarila napeto razmerje med Judi in kristjani. Ta sev se je manifestiral na več načinov, eden od njih je bil z ustvarjanjem antisemitske in anti-judaistične umetnosti in propagande, ki je služila namenu diskreditiranja tako Judov kot njihovih verskih prepričanj, pa tudi širjenja teh prepričanj v družbo. Pozno srednjeveške podobe Eklezije in Sinagoge so predstavljale krščansko doktrino supersecionalizma, v kateri je krščanska Nova zaveza zamenjala judovsko Staro zavezo, in je služila kot oblika samorefleksije, namesto da bi bila izrecno antisemitska. 
Debra Higgs Strickland v knjigi Saraceni, Demoni in Judje iz leta 2013 trdi, da lahko negativne podobe Judov v srednjeveški umetnosti razdelimo v tri kategorije: umetnost, ki se osredotoča na fizične opise, umetnost, ki vsebuje znake prekletstva in podobe, ki so prikazovale Jude kot pošasti. Fizični opisi judovskega ljudstva v srednjeveški krščanski umetnosti so bili pogosto moški s poudarjenimi judovskimi klobuki in dolgimi bradami, kar je bilo navedeno kot ponižujoč simbol in na jasen način ločilo Judje od kristjanov. Ta podoba bi sčasoma postala še bolj žaljiva, vendar je judovskim ženskam v srednjeveški krščanski umetnosti manjkalo podobnih fizičnih opisov.  Umetnost, ki je upodabljala judovsko ljudstvo v prizorih, ki so vsebovali znake pregona, naj bi izhajala iz krščanskega prepričanja, da so Judje odgovorni za Kristusov umor, kar je privedlo do nekaterih umetniških predstavitev, ki so jih predstavljali Judje, ki so križali Kristusa.  Judje so bili včasih obravnavani kot tujci v družbah, ki so prevladovale v krščanstvu, kar so nekatere države razvile v prepričanje, da so Judje barbari, ki so se sčasoma razširile v idejo, da so Judje pošasti, ki so zavračale 'pravo vero'. Nekatera umetnost iz tega časovnega obdobja je združila te koncepte in preobrazila stereotipno judovsko brado in usmerjeno kačjo podobo s tistimi pošasti, ki ustvarjajo umetnost, zaradi katere je Jud sinonim za pošast.